# Hudjefa
Hudjefa (fl. XXVIII secolo a.C.) è stato un faraone appartenente II dinastia egizia.

## Biografia
Questo nome compare solamente nella lista reale di Saqqara ( al n°10) e nel Canone Reale (n° 3.2) che gli attribuisce 1 anno di regno.
Secondo alcuni studiosi questo sovrano potrebbe aver regnato solamente sulla regione del Delta del Nilo nella confusa fase che si colloca al termine della II dinastia.
Altri specialisti, come Alan Gardiner, preferiscono leggere il nome come nome (o dato) mancante ipotizzando una lacuna nel testo, sconosciuto a noi, usato per redigere il Canone Reale e la lista di Saqqara.
Altri ritengono di poter collegare i dati attribuiti a Hudjefa a Khasekhemui.

## Liste reali
| F51 | F18 | HASH | I9 | G39 |

| F51 | F18 | HASH | I9 | G39 |

| F51 | F18 | HASH | I9 | G39 |

| F51 | F18 | HASH | I9 | G39 |

| F51 | F18 | HASH | I9 | G39 |

| F51 | F18 | HASH | I9 | G39 |

| F51 | F18 | HASH | I9 | G39 |

| F51 | F18 | HASH | I9 | G39 |

| V28 | I10 · I9 | G1 | G41 · G36 |

| V28 | I10 · I9 | G1 | G41 · G36 |

| V28 | I10 · I9 | G1 | G41 · G36 |

| V28 | I10 · I9 | G1 | G41 · G36 |

| G7 |

| G7 |

| V28 | I10 · I9 | G1 | G41 · G36 |

| V28 | I10 · I9 | G1 | G41 · G36 |

| V28 | I10 · I9 | G1 | G41 · G36 |

| V28 | I10 · I9 | G1 | G41 · G36 |

| G7 |

| G7 |

## Altre datazioni
| Autore        | Anni di regno         |
| ------------- | --------------------- |
| von Beckerath | 2724 a.C. - 2719 a.C. |